# ورزشگاه چپای نوابگانج
ورزشگاه چپای نوابگانج (به لاتین: Chapai Nawabganj Stadium) یک ورزشگاه در بنگلادش است که در ناحیه نواب‌گنج واقع شده‌است.